# Bursa Büyükşehir Belediye Spor Kulübü 2015-2016 (pallavolo femminile)
Questa voce raccoglie le informazioni riguardanti il Bursa Büyükşehir Belediye Spor Kulübü nelle competizioni ufficiali della stagione 2015-2016.

## Organigramma societario
Area direttiva
- Presidente: Recep Altepe

Area tecnica
- Allenatore: Dragan Nešić
- Allenatore in seconda: Atanas Lazarov
- Scoutman: Haluk Korkmaz

## Rosa
| N° | Nome                | Ruolo | Data di nascita   | Nazionalità sportiva |
| -- | ------------------- | ----- | ----------------- | -------------------- |
| 1  | Joyce da Silva      | O     | 13 giugno 1984    | Brasile              |
| 2  | Aylin Sarıoğlu      | L     | 27 luglio 1995    | Turchia              |
| 3  | Birgül Güler        | S     | 2 maggio 1990     | Turchia              |
| 5  | Ciara Michel        | C     | 2 luglio 1985     | Regno Unito          |
| 6  | Frauke Dirickx      | P     | 3 gennaio 1980    | Belgio               |
| 7  | Gözde Dal           | C     | 21 marzo 1988     | Turchia              |
| 8  | İpek Soroğlu        | C     | 12 marzo 1985     | Turchia              |
| 9  | Yaren Hatipoğlu     | S     | 23 febbraio 1999  | Turchia              |
| 11 | Buse Kayacan        | L     | 15 luglio 1992    | Turchia              |
| 12 | Jelena Nikolić      | S     | 13 aprile 1982    | Serbia               |
| 13 | Selime İlyasoğlu    | S     | 18 settembre 1988 | Turchia              |
| 16 | Nuran İnce          | O     | 12 febbraio 1999  | Turchia              |
| 17 | Cansu Aydınoğulları | P     | 18 febbraio 1992  | Turchia              |

## Statistiche

### Statistiche di squadra
| Competizione     | Punti | In casa | In casa | In casa | In trasferta | In trasferta | In trasferta | Totale | Totale | Totale |
| Competizione     | Punti | G       | V       | P       | G            | V            | P            | G      | V      | P      |
| ---------------- | ----- | ------- | ------- | ------- | ------------ | ------------ | ------------ | ------ | ------ | ------ |
| Voleybol 1. Ligi | 34    | 11      | 6       | 5       | 11           | 6            | 5            | 28     | 16     | 12     |
| Challenge Cup    | -     | 4       | 3       | 1       | 4            | 3            | 1            | 8      | 6      | 2      |
| Totale           | -     | 15      | 9       | 6       | 15           | 9            | 6            | 36     | 22     | 14     |

G = partite giocate; V = partite vinte; P = partite perse

### Statistiche dei giocatori
| Giocatore        | Voleybol 1. Ligi | Voleybol 1. Ligi | Voleybol 1. Ligi | Voleybol 1. Ligi | Voleybol 1. Ligi | Challenge Cup | Challenge Cup | Challenge Cup | Challenge Cup | Challenge Cup | Totale | Totale | Totale | Totale | Totale |
| Giocatore        | P                | PT               | AV               | MV               | BV               | P             | PT            | AV            | MV            | BV            | P      | PT     | AV     | MV     | BV     |
| ---------------- | ---------------- | ---------------- | ---------------- | ---------------- | ---------------- | ------------- | ------------- | ------------- | ------------- | ------------- | ------ | ------ | ------ | ------ | ------ |
| C. Aydınoğulları | 22               | 23               | 6                | 12               | 5                | 6             | 6             | 3             | 0             | 3             | 28     | 29     | 9      | 12     | 8      |
| J. da Silva      | 28               | 485              | 424              | 35               | 26               | 8             | 133           | 115           | 14            | 4             | 36     | 618    | 539    | 49     | 30     |
| G. Dal           | 27               | 162              | 74               | 67               | 21               | 7             | 22            | 6             | 10            | 6             | 34     | 184    | 80     | 77     | 27     |
| F. Dirickx       | 28               | 77               | 31               | 18               | 28               | 8             | 26            | 8             | 7             | 11            | 36     | 103    | 39     | 25     | 39     |
| B. Güler         | 25               | 256              | 198              | 30               | 28               | 8             | 79            | 62            | 8             | 9             | 33     | 335    | 260    | 38     | 37     |
| Y. Hatipoğlu     | 5                | 1                | 0                | 0                | 1                | 0             | 0             | 0             | 0             | 0             | 5      | 1      | 0      | 0      | 1      |
| S. İlyasoğlu     | 23               | 67               | 52               | 11               | 4                | 6             | 25            | 17            | 3             | 5             | 29     | 92     | 69     | 14     | 9      |
| N. İnce          | 0                | 0                | 0                | 0                | 0                | -             | -             | -             | -             | -             | 0      | 0      | 0      | 0      | 0      |
| B. Kayacan       | 25               | 0                | 0                | 0                | 0                | 7             | 0             | 0             | 0             | 0             | 32     | 0      | 0      | 0      | 0      |
| C. Michel        | 18               | 51               | 30               | 18               | 3                | 8             | 48            | 29            | 11            | 8             | 26     | 99     | 59     | 29     | 11     |
| J. Nikolić       | 25               | 338              | 285              | 28               | 25               | 7             | 79            | 65            | 7             | 7             | 32     | 417    | 350    | 35     | 32     |
| A. Sarıoğlu      | 22               | 0                | 0                | 0                | 0                | 6             | 1             | 0             | 1             | 0             | 28     | 1      | 0      | 1      | 0      |
| İ. Soroğlu       | 28               | 234              | 141              | 69               | 24               | 8             | 57            | 39            | 15            | 3             | 36     | 291    | 180    | 84     | 27     |

P = presenze; PT = punti totali; AV = attacchi vincenti; MV = muri vincenti; BV = battute vincenti